# Datu Unsay
Datu Unsay è una municipalità di seconda classe delle Filippine, situata nella Provincia di Maguindanao, nella Regione Autonoma nel Mindanao Musulmano.
La municipalità è stata creata con l'atto regionale N. 150 ratificato il 1º luglio 2003, con parte della municipalità di Shariff Aguak.
Datu Unsay è formata da 9 baranggay:
- Bulayan
- Iganagampong
- Macalag
- Maitumaig
- Meta
- Pamalian
- Panangeti
- Pikeg
- Tuntungan